# Cyclopina americana
Cyclopina americana – gatunek widłonoga z rodziny Cyclopinidae. Nazwa naukowa tego gatunku skorupiaków została opublikowana w 1982 roku przez biologa Hansa-Volkmara Herbsta. Gatunek został ujęty w Catalogue of Life.